# Stacja Maszynowo-Traktorowa

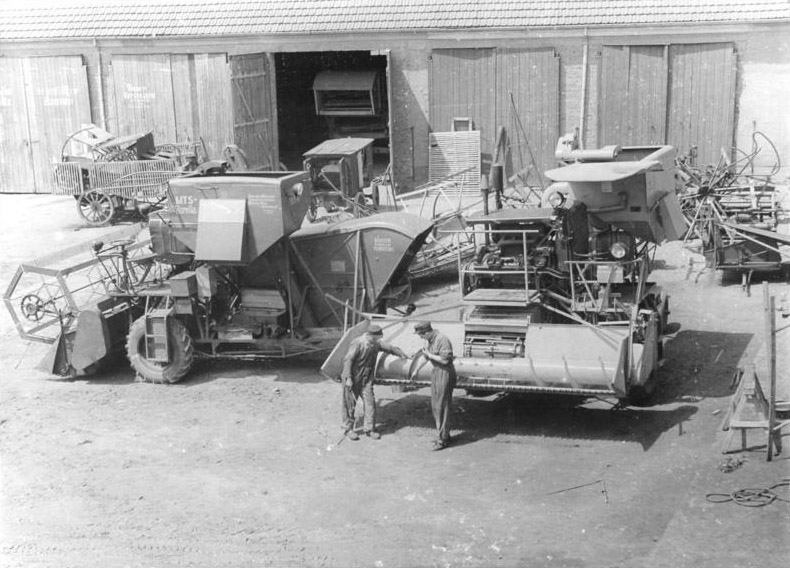
Stacja Maszynowo-Traktorowa w Barnitz (NRD, 1955)

Stacje Maszynowo-Traktorowe, Ośrodki Maszynowo-Traktorowe (OMT) – przedsiębiorstwa państwowe, prowadzące obsługę maszynową rolnych gospodarstw spółdzielczych.
Powstały w Związku Radzieckim w latach 20. XX wieku, po 17 września 1939 pojawiły się na terenach Polski zajętych przez ZSRR, a po 1945 w całej Polsce.
Zajmowały się wynajmowaniem maszyn rolniczych oraz ich naprawami. Zlikwidowane w latach 1958-1959, w PRL na ich miejsce utworzono Państwowy Ośrodek Maszynowy.